# Erling Dinesen
Erling Kristian Dinesen (født 25. februar 1910 i Næstved, død 17. september 1986 i Gentofte) var en dansk socialdemokratisk politiker. Han var arbejdsminister i regeringerne Jens Otto Krag I, II & III samt regeringerne Anker Jørgensen I & II. 
Han var en indflydelsesrig skikkelse i Socialdemokratiet i 1960'erne og 1970'erne, og fungerede i en kort periode som formand for partiet, mens Jens Otto Krag var dets politiske leder.
Dinesen var medlem af EF-Parlamentet fra 15. august 1977 til 16. juli 1979.
Han er begravet på Vestre Kirkegård i København.